# Percival Vega Gull
Die Vega Gull des britischen Flugzeugherstellers Percival Aircraft Co. ist ein einmotoriges, ziviles Flugzeug der 1930er Jahre. Die Vega Gull ist eine viersitzige Weiterentwicklung der Percival-Gull-Serie, die lediglich zwei Plätze aufwies, und wurde ab 1935 in verschiedenen Versionen gebaut. Ab 1939 wurde sie auch in Spezialversionen für die Royal Air Force produziert, wo sie als Verbindungsflugzeug und Schulungsmaschine eingesetzt wurde.

## Rekordflüge
Die Maschinen des Typs Vega Gull haben auch wegen ihres Einsatzes bei Rekordflügen einen guten Ruf.

### Transatlantik-Nonstopflug
Die Pilotin Beryl Markham flog bei der ersten von England aus durchgeführten Solo-Nonstop-Atlantiküberquerung von Ost nach West (Lindbergh flog 1927 von West nach Ost) am 4. September 1936 eine geliehene Vega Gull, die mit einem 200-PS-Motor, Navigationsinstrumenten (jedoch keiner Funkausrüstung) und Zusatztanks ausgerüstet war. Markham startete am 4. September 1936 um 20 Uhr abends in London und meldete sich telefonisch aus dem Fischerdorf Baleine in Neuschottland. Wegen Vereisungsproblemen in der Benzinleitung versagte über Neuschottland ihr Motor. Bei der Notlandung in einem Torfstich steckte die Maschine die Nase in den Boden.

### Streckenrekorde
Weitere Rekorde mit der Vega Gull wurden von der neuseeländischen Pilotin Jean Batten aufgestellt, z. B. 1936 auf der Strecke England – Neuseeland. Ihre Vega Gull ist im Auckland International Airport ausgestellt.

## Technische Daten

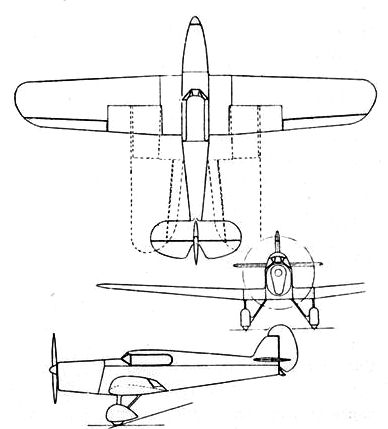
Dreiseitenansicht

| Kenngröße             | Daten Vega Gull Mk. 4 |
| --------------------- | --------------------- |
| Besatzung             | 1                     |
| Passagiere            | 3                     |
| Länge                 | 7,77 m (25 ft 6 in)   |
| Spannweite            | 12,04 m (39 ft 6 in)  |
| Höhe                  | 2,14 m (7,021 ft)     |
| Flügelfläche          |                       |
| Flügelstreckung       |                       |
| Nutzlast              |                       |
| Leermasse             |                       |
| max. Startmasse       | 1474 kg (3250 lbs)    |
| Reisegeschwindigkeit  |                       |
| Höchstgeschwindigkeit | 241 km/h (130 kts)    |
| Dienstgipfelhöhe      | 5182 m (17.000 ft)    |
| Reichweite            | 1062 km (574 nm)      |
| Triebwerke            |                       |